# 吉奥尔基三世 (伊梅雷蒂)
吉奥尔基三世（格鲁吉亚语：გიორგი III；?—1660年3月1日），巴格拉季昂王朝的一位格鲁吉亚统治者，即伊梅雷蒂国王（1605年-1639年在位）。康斯坦丁王子及埃琳·古列利之子；罗斯托姆一世之弟。

## 统治
吉奥尔基为罗斯托姆一世同父异母的弟弟。1605年，罗斯托姆一世驾崩后，吉奥尔基继位。他的权威受到了强大的明格列利亚亲王列万二世·达迪亚尼，吉奥尔基试图限制他对格鲁吉亚西部政体日益增长的影响力，多次进攻列万二世·达迪亚尼皆以失败告终。在位后期，乔治三世再次征战列万二世·达迪亚尼，但被击败并被俘。他被儿子亚历山大王子赎回，但吉奥尔基并没有活多久，于1639年去世。
吉奥尔基在其统治期间的头衔为：「万王之王，阿布哈兹人、伊比利亚人、拉尼斯人、卡赫提亚人、亚美尼亚人的君主，所有其他国王和国家的沙罕沙和希尔万沙，强大且不可战胜由上帝，至高无上由上帝」 

## 家庭
吉奥尔基与塔玛（卒于1639年）结婚。他有四个儿子和一个女儿：
- 亚历山大三世（1609年–1660年3月1日）
- 罗斯托姆王子 (1619-1639)
- 马穆卡王子 （?–1654年）
- 贝利王子（?–1639年），格拉特大主教
- 赫瓦拉姆泽公主 (1619年-1626年）